# My Curse
«My Curse» (a veces incorrectamente denominado (This is My Curse")/" ("Esta es mi maldición") es una canción de banda estadounidense de metalcore Killswitch Engage, la canción es lanzada como el primer sencillo de su cuarto álbum As Daylight Dies que alcanzó el puesto # 21 en el Mainstream Rock Tracks, superando último avance de la banda del tema  The End of Heartache , que encabezó # 31, y ha sido nominado para un Grammy.El video musical fue dirigido por Lex Halaby, quien también ha dirigido videos de Hoobastank y Mudvayne. My Curse, junto con el resto del álbum, ha sido elogiado por la crítica en general, pero ha recibido críticas sustanciales para romper con el estilo establecido en los álbumes anteriores, atenuando sus anteriores "más difícil" de sonido. 

## Video musical

### Descripción
En el videoclip de la gran mayoría de las letras están limpios (sin gritar), sin embargo en el álbum gran parte de las letras, como el coro, es un grito. El video musical se abre en un campo de oro, con colinas en el fondo, centrándose en una mujer con un vestido blanco con el sol brillando en el cielo azul sereno. Numerosos pilas de libros también están presentes en el campo, y algunos se encuentran dispersos y arrojados desordenadamente sobre, algunos han insectos que se arrastran en las páginas. La mujer también se muestra acostado en la parte superior de los libros.
Un libro en particular, se recoge en las transiciones de escena a un hombre vestido de negro en un estudio pequeño, con poca luz con sólo un poco de sol brillando a través de las cortinas un poco abierta, el estado de ánimo de la sala de yuxtapone el estado de ánimo del campo luminoso y abierto . Mientras hojea el libro, Howard Jones aparece cantando, y luego el resto de los miembros de la banda aparece tocando sus instrumentos. El misterioso hombre de negro sigue a tirar los libros de los estantes y continúa para voltear a través de ellos, siempre que el contenido de un libro se muestran, los miembros de Killswitch Engage se muestran.
El hombre mira a una estantería vacía como las transiciones de escena nuevamente al campo. La mujer de blanco y las estanterías de libros se muestran de nuevo.
El hombre, todavía en su habitación poco iluminada, comienza a devolver los libros a la biblioteca, y desenrolla una hoja grande de papel que contiene planes para la disposición de los libros en la librería. El hombre cuidadosamente reorganiza los libros en la estantería de acuerdo a sus planes desordenadamente dibujado. Sin embargo, todos los libros, mientras que se muestran se hojeó, exponiendo la banda cantando o tocando sus de instrumentos, y el hombre sigue atrayendo a los planes y garabatos las secciones de la biblioteca. Él mira por la ventana y luego se sienta en una silla, probablemente pensando en la mujer que estaba en el campo.
la estantería vacía en el campo sigue de pie ante las colinas y el cielo azul brillante. El caso se encuentra a continuación, se muestra completamente lleno con los libros organizada, y la escena cambia de nuevo al hombre cuyos ojos a continuación, busque una copia de seguridad, mirando a una sección de vacantes de la librería. Su cabeza se vuelve a mirar un libro negro con las letras "KSE" (que significa Killswitch Engage) impreso en la portada y la columna vertebral. Se recupera el libro, haciendo que otros libros a caer, y voltea a través de él. Esta vez, es la mujer que se ve en las páginas que mira fijamente detrás en el hombre. El hombre pone el libro en el espacio vacío en la plataforma, en la que el punto blanco rayos de emitir la luz de la plataforma como los pasos del hombre hacia atrás.
Cuando se quita el libro de KSE, es capaz de mirar a través de la librería y en el campo amarillo y ver a la mujer. Él llega a través de la biblioteca y en el campo, y la mujer en el vestido blanco toma su mano. El estudio oscura está vacía con una luz vibrante evidente a través de la sección vacía de la librería. El hombre de negro está tumbado en el campo situado junto a la mujer de blanco que al contemplar los ojos de los demás, sino que luego se ve de pie al lado del otro, mirando hacia el cielo azul más allá de las colinas.
El hombre de negro se le ve de vuelta en el estudio por muerto encima de una pila de libros esparcidos por el suelo, sosteniendo el libro KSE que cae de su mano. Los planes se muestran una vez más con un círculo rojo alrededor de una negrita "X" en el centro de la estantería donde el libro KSE fue colocado previamente como el video se desvanece a negro.

## Interpretación
Al igual que los anteriores sencillos de Killswitch Engage, "Rose of Sharyn" y "The End of Heartache" del álbum "The End of Heartache" «My Curse» aborda el tema del dolor por la muerte de alguien amado. La mujer del vestido blanco en el campo representa la vida feliz y libre que tenía el hombre de negro con ella. El estudio oscuro es una encarnación de su depresión después de la muerte de ella ("To see you again/ Dying inside these walls/ Dying inside these walls" - "Por volverte a ver/ muriendo entre estas paredes/ muriendo entre estas paredes"), y los libros que el hombre hojea durante el video representan sus recuerdos de ella. Después de su muerte, se detiene en su muerte (I strain my eyes, hoping to see you again)
(Me esfuerzo mis ojos, con la esperanza de volver a verte) y trata de encontrar una manera de estar con ella otra vez (There is love burning to find you / Will you wait for me? / Will you be there?)-(No es el amor ardiente a encontrar / ¿Va a esperar a mí? / ¿Estarás allí?)

## En la cultura popular
- La canción aparece en Guitar Hero III: Legends of Rock.
- La canción también se ofrece como contenido descargable para Rock Band como parte de la "Roadrunner 6 Pack".
- La canción aparece en Burnout Dominator y en Burnout Paradise.
- La canción fue utilizada como la canción de entrada para Tim Hague en  UFC 102.
- La canción también se ofrece como contenido descargable para Rock Band Unplugged
- La canción aparece en Sleeping Dogs.
- Aparece en el Videojuego musical Guitar Flash de la red social Facebook

- Datos: Q4346496